# Slaget vid Kagul
Slaget vid Kagul (ryska: Сражение при Кагуле) var det viktigaste slaget under det rysk-turkiska kriget (1768–1774). Att ryssarna under ledning av general Pjotr Rumjantsev kunde vinna trots det turkiska numerära överläget, berodde på de erfarenheter generalen fått från slaget vid Larga. Han ställde upp armén i fem fyrkanter.